# Hold Me Tight or Don't
«Hold Me Tight or Don't» (estilizado como HOLD ME TIGHT OR DON'T) es una canción escrita y grabada por la banda estadounidense de rock Fall Out Boy de su séptimo álbum de estudio, M A N I A (2018). Fue lanzado como el cuarto sencillo el 15 de noviembre de 2017.

## Vídeo musical
El vídeo musical fue dirigido por Brendan Walter y Mel Soria. Está ambientado en el Día de Muertos y presenta a la banda actuando en el festival. El vídeo también tiene una subtrama romántica entre una mujer, vestida con el traje tradicional del Día de los Muertos, y un hombre con una máscara de calavera.

## Descarga digital
Todas las canciones escritas y compuestas por Fall Out Boy. 
| N.º | Título                   | Duración |  |
| 1.  | «Hold Me Tight or Don't» | 3:30     |  |

## Posicionamiento en lista
| Lista (2017)                  | Posición |
| ----------------------------- | -------- |
| US Adult Top 40 (Billboard)   | 27       |
| US Hot Rock Songs (Billboard) | 12       |

## Fecha de lanzamiento
| Región         | Fecha                   | Formato                  | Discográfica |
| -------------- | ----------------------- | ------------------------ | ------------ |
| Todo el Mundo  | 15 de noviembre de 2017 | Digital download, stream | Island, DCD2 |
| Estados Unidos | 22 de noviembre de 2017 | Top 40 radio Alternative | Island, DCD2 |